# 門田泰明
門田 泰明（かどた やすあき、1940年 - ）は、日本の小説家。大阪府生まれ。
代表作は「特命武装検事・黒木豹介」シリーズ（通称「黒豹シリーズ」）。

## 来歴
幼くして父を戦争でなくし、祖父母に育てられた。堀辰雄に心酔して純文学を目指し、芥川賞作家の多田裕計に師事して修行する。大学卒業後、企業に就職。大学の同人誌には吉村昭論などを書いた。のち多田から大衆小説への転向を示唆され、1979年『小説宝石』に「闇の総理を撃て」を発表し、大衆作家としてデビューする。
ダイナミックで迫力のある文章を書き（宇宙空間での射撃など、故意に科学的常識を無視してしまっているところもある）、大人から学生まで、幅広い人気を得ているベストセラー作家。現代小説には珍しく、日本刀を用いた剣劇シーンが多く、その迫力あふれる文章表現から、本人も剣術・剣道の経験者であると言われている。近年では得意の剣劇描写を生かして、時代小説も多数執筆している。
また肉親を次々と癌で失った経験から、医療関係に題材を取った小説も多い。
中条省平が「小説家になる!2」（2001）の中で門田の「文学的表現」を批判し、反面教師的作家として取り上げた。

## 作品
「特命武装検事・黒木豹介」以外
- 『100周年をめざす朝日生命の栄光と挑戦 社史插話』日本工業新聞社 1979
- 『裏切りの条件 企業小説』青樹社 1980　のち角川文庫、光文社文庫、徳間文庫
- 『ガン新薬戦争 企業推理』双葉ノベルス 1981　のち角川文庫、光文社文庫、徳間文庫
- 『癌病棟のメス 医師告発小説』光文社カッパ・ノベルス 1981　のち文庫
- 『白い野望 脳外科医の遺産 医学小説』青樹社 1981　のち徳間文庫、光文社文庫
- 『大病院が震える日 サスペンス小説』光文社 カッパ・ノベルス 1981　のち文庫、徳間文庫
- 『謀殺企業 企業サスペンス&アクション』双葉ノベルス 1981　のち文庫、徳間文庫
- 『謀殺病棟』広済堂出版 ブルーブックス、1981　『白い謀殺』徳間文庫
- 『闇の総理を撃て 警視庁SP・島津俊介』グリーンアロー出版社 1981　のち角川文庫、光文社文庫
- 『巨塔崩壊』角川文庫 1982　のち光文社文庫
- 『白い復讐 社会派サスペンス』青樹社 1982　『黒の乱調』徳間文庫、『白い復讐』集英社文庫

『特命企業戦士 ハード・アクション小説』グリーンアロー出版社 1982　『黒の経営参謀 特命企業戦士』徳間文庫
- 暗殺者村雨龍シリーズ

『村雨龍・企業暗殺 1 (東西流通戦争篇)』カドカワノベルズ 1982「魔竜戦鬼」文庫、光文社文庫、徳間文庫
『村雨龍企業暗殺 2 戦闘機J2処刑軍団』カドカワノベルズ、1983　「空撃死弾」文庫、光文社文庫
『殺神操作 村雨龍企業暗殺3』カドカワノベルズ 1984　のち文庫、光文社文庫
- 「外科医・津山慶子」シリーズ

『愛憎のメス 医学ロマン』講談社ノベルス 1983　のち文庫、光文社文庫、徳間文庫
『美貌のメス 医学ロマン』講談社ノベルス 1983　のち文庫、光文社文庫、徳間文庫
『狂瀾のメス 医学ロマン』講談社ノベルス 1985　のち文庫、光文社文庫、徳間文庫
- 『狂殺病棟』日本文華社 文華新書・小説選集 1983　『黒の病棟』双葉文庫
- 『擬装重役 企業情報小説』青樹社 1983　のち徳間文庫、光文社文庫
- 『諜報者たちの夜』角川文庫 1983　のち光文社文庫
- 『真夜中の豺狼』グリーンアロー出版社 1983
- 『野望の狂宴』角川文庫 1983
- 『闇を裂く牙』光風社出版 1983　のち徳間文庫
- 『極秘命令「撃墜」 企業アクション』徳間ノベルス 1984　のち文庫、光文社文庫
- 『白い密室 サスペンス小説』光文社文庫 1984　のち徳間文庫
- 『白の乱舞』徳間文庫 1984　のち光文社文庫
- 『特命医療捜査官』日本文華社 文華新書・小説選集 1984　のち徳間文庫
- 『ミッドナイト・ベビー メディカル&サスペンス』青樹社 1984　のち徳間文庫
- 『夜光虫』光風社 1984　のち徳間文庫
- 『蒼の病層 医学サスペンス』徳間ノベルス 1985　のち文庫、光文社文庫
- 『艶舞の終焉 社会派ニュー・ロマン』徳間ノベルス 1985　のち文庫
- 『影の軍団 超時空バイオレンス小説』光文社 カッパ・ノベルス 1985　のち文庫、徳間文庫
- 『華麗なる曝葬』角川文庫 1985　「官僚たちの勲章」光文社文庫
- 『空白の診断書 医学サスペンス』徳間ノベルス 1985　のち文庫
- 『白の断層 医学サスペンス』徳間ノベルス 1985　のち文庫、光文社文庫
- 『白の迷走』集英社 1985　のち文庫、光文社文庫、徳間文庫
- 『首領たちの欲望 傑作ハード・ロマン』光風社出版 1985　のち光文社文庫、徳間文庫
- 『背徳の舞台 官能企業アクション』徳間ノベルス 1985　のち文庫
- 『魔空戦弾 超時空バイオレンス』徳間ノベルス 1985

- 「修羅王ドラゴン」（暗殺者弘瀬龍）シリーズ 徳間ノベルス

『修羅王ドラゴン 特命破壊捜査官』1986　のち文庫、光文社文庫
『兇襲 スーパーアクション』1986　のち文庫、光文社文庫
- 「黄金の女」シリーズ 祥伝社ノンノベル

『超獣閃戦 超時空バイオレンス小説』1986　のち光文社文庫
『魔空戦弾 超時空バイオレンス 2』1986　のち徳間文庫、光文社文庫
『妖撃閃弾 スーパー・ヒロイン・アクション』サンケイ出版 1986　のち徳間文庫、光文社文庫
- 『人妻鬼』講談社 1986　のち文庫、光文社文庫
- 『病層列島 医学サスペンス』徳間ノベルス　1986　のち文庫、「白の重役室」光文社文庫
- 『捜獣戦士』徳間ノベルス 1987　のち文庫
- 『春の乱 恋愛小説』徳間書店 1987　のち文庫、光文社文庫
- 『吼える銀狼』光文社 カッパ・ノベルス 1987　のち文庫
- 『天竺川 恋愛小説』扶桑社 1988　のち徳間文庫、光文社文庫
- 『授戒　恐怖サスペンス小説』光文社文庫 1991　のち徳間文庫
- 『残華』光文社文庫 門田泰明作品全集 1992　のち徳間文庫
- 『刺胳』徳間文庫 1992　のち光文社文庫
- 『雀羅』角川文庫 1992　のち光文社文庫

- 『紅恋 「恐怖サスペンス」シリーズ』光文社文庫 門田泰明作品全集　1994　のち徳間文庫
- 『黒の経営参謀』光文社文庫 門田泰明作品全集 1995
- 『殺人開眼』光文社文庫 門田泰明作品全集 1995　のち徳間文庫

- 『妖恋』加賀田省平シリーズ　祥伝社ノンノベル 1995　のち光文社文庫
- 『火線列島』光文社文庫 門田泰明作品全集 1996
- 『鬼面坂 サスペンス・スリラー傑作集』光文社文庫 門田泰明作品全集 1996
- 『暗闇館』講談社文庫 1996　のち光文社文庫
- 『神泣島 サスペンス・スリラー傑作集』光文社文庫 門田泰明作品全集 1997
- 『成り上がりの勲章 企業小説傑作集』光文社文庫 門田泰明作品全集 1997
- 『負け犬の勲章 企業小説傑作集』光文社文庫 門田泰明作品全集 1997
- 『無明灯』光文社文庫 門田泰明作品全集 1997
- 『妖婦鏡 サスペンス・スリラー傑作集』光文社文庫 門田泰明作品全集 1997
- 『重役たちの勲章 企業小説傑作集』光文社文庫 門田泰明作品全集 1997
- 『頭取たちの勲章 企業小説傑作集』光文社文庫 門田泰明作品全集 1998
- 『粉飾者たちの勲章 企業小説傑作集』光文社文庫 門田泰明作品全集 1998
- 『タスクフォース』光文社 1999　のち文庫、徳間文庫
- 『DC8を撃墜せよ 企業小説傑作集』光文社文庫 門田泰明作品全集　2000
- 『孤狼、兇天に屍す』光文社文庫 門田泰明作品全集 2000
- 『必殺弾道 警視庁特命狙撃手』徳間書店 2000　のち文庫、光文社文庫
- 『死飾殿 傑作ハード・サスペンス』光文社文庫 門田泰明作品全集 2001
- 『ダブルミッション』祥伝社 2003　のち文庫、徳間文庫

- ひぐらし武士道

『大江戸剣花帳 ひぐらし武士道』徳間文庫 2004　のち光文社文庫
- ぜえろく武士道

『斬りて候 ぜえろく武士道覚書』光文社文庫 2005
『一閃なり ぜえろく武士道覚書』光文社文庫 2007
『討ちて候 ぜえろく武士道覚書』祥伝社文庫 2010
- 『存亡』光文社 2006　のち文庫

- 浮世絵宗次シリーズ

『命賭け候 浮世絵宗次日月抄』徳間書店 2008　のち文庫
『冗談じゃねえや 浮世絵宗次日月抄』徳間文庫 2010
『任せなせえ 浮世絵宗次日月抄』光文社文庫 2011
『奥傳夢千鳥』光文社文庫 2012
『秘剣双ツ竜 浮世絵宗次日月抄』祥伝社文庫 2012
『半斬ノ蝶』祥伝社文庫 2013
『夢剣霞ざくら』光文社文庫 2013
『汝(きみ)薫るが如し』光文社文庫 2014
『皇帝の剣』祥伝社文庫 2015
- 『無外流雷(いなずま)がえし 拵屋銀次郎半畳記』徳間文庫 2013‐14

### 随筆・初期小説
- 『黒豹作家のフットワーク』光文社文庫 1991